# Província de Harima
Harima (播磨国, Harima no kuni) o Banshu (播州) va ser una província del Japó a la part de Honshū, que és la zona al sud-oest de l'actual prefectura de Hyogo. Estava envoltada per les províncies de Tajima, Tamba, Settsu, Bizen i Mimasaka. La capital era Himeji.
Durant el període Edo de la història del Japó, el domini d'Akō era part d'Harima. El 47è Rōnin era samurai de l'Akō han. Ishikawajima-Harima Heavy Industries, empresa constructora de vaixells i una important empresa subcontractada per Boeing agafa el nom de la província.
Harima era la llar del samurai Musashi Miyamoto, autor del llibre El llibre dels cinc anells